# Georg Josephthal

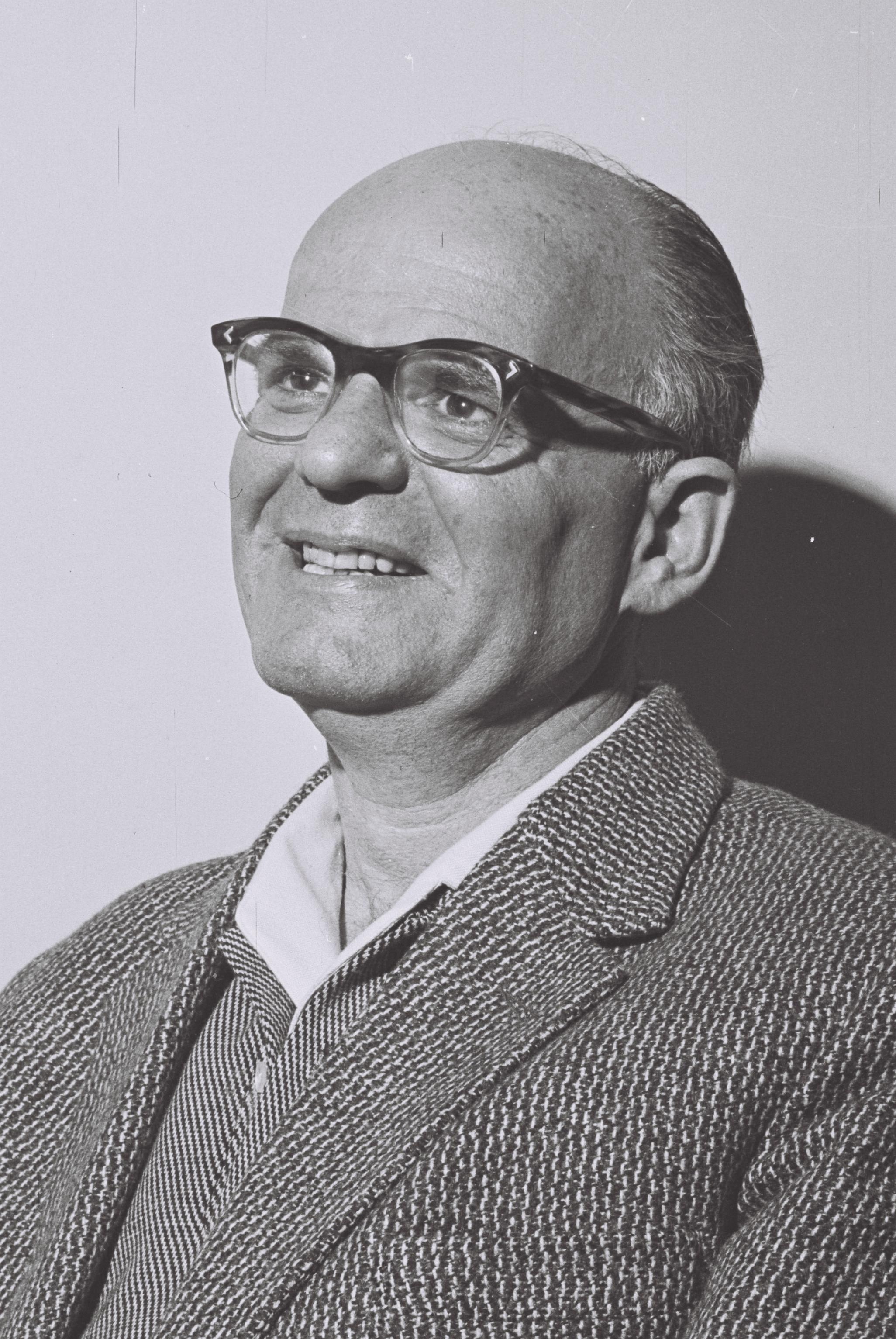
Giora Josephthal (1959)

Georg Josephthal (in Palästina: Giora Yoseftal; hebräisch גיורא יוספטל, geboren 9. August 1912 in Nürnberg; gestorben 22. August 1962 in Luzern) war zionistischer Politiker und israelischer Staatsmann.

## Leben
Georg Josephthal war der jüngste von vier Söhnen und entstammte einer liberalen jüdischen Familie, die spätestens seit dem 17. Jahrhundert in Mittelfranken nachweisbar war. Sein Vater war Paul Josephthal (* 1869 in Nürnberg, † 1943 in Tel Aviv, Generaldirektor der Metallwarenfabrik vorm. Max Dannhorn A. G., Nürnberg), sein Großvater der Rechtsanwalt Gustav Josephthal.
Mit 17 Jahren trat er der zionistischen Bewegung bei. Er kam aus der Jugendbewegung Hechaluz und begann als Sozialarbeiter in München mit der Umschulung junger Juden für die Siedlung in Palästina. Nach der Machtübergabe an Adolf Hitler wurde er 1933 Vorsitzender der Jugendabteilung der jüdischen Gemeinden in Bayern, 1934 in Berlin Direktor der Kinder- und Jugend-Alijah, 1936 Generalsekretär der Hechaluz-Organisation in Deutschland.
Seit 1938 war er in Palästina und London, gründete in Palästina zusammen mit seiner Frau und anderen deutschen Juden den Kibbuz Galʿed, war Haganah-Kämpfer, 1943–1945 in der britischen Armee. 1944 wählten die Stimmberechtigten des Jischuv ihn in die vierte jüdische Repräsentantenversammlung der Mandatszeit.
Er leitete 1945–1956 die Abteilung für die Eingliederung von Immigranten der Jewish Agency, war 1952 Leiter der israelischen Delegation bei den Wiedergutmachungsverhandlungen mit Deutschland, 1956–1959 Generalsekretär der Mapai (Arbeiterpartei). Josephthal befürchtete, dass die Einwanderung von Juden aus muslimischen Ländern Israel schaden würde. Er unterstellte ihnen „ignorant und ohne Ideale“ zu sein. Mit dieser Sichtweise war er nicht allein.

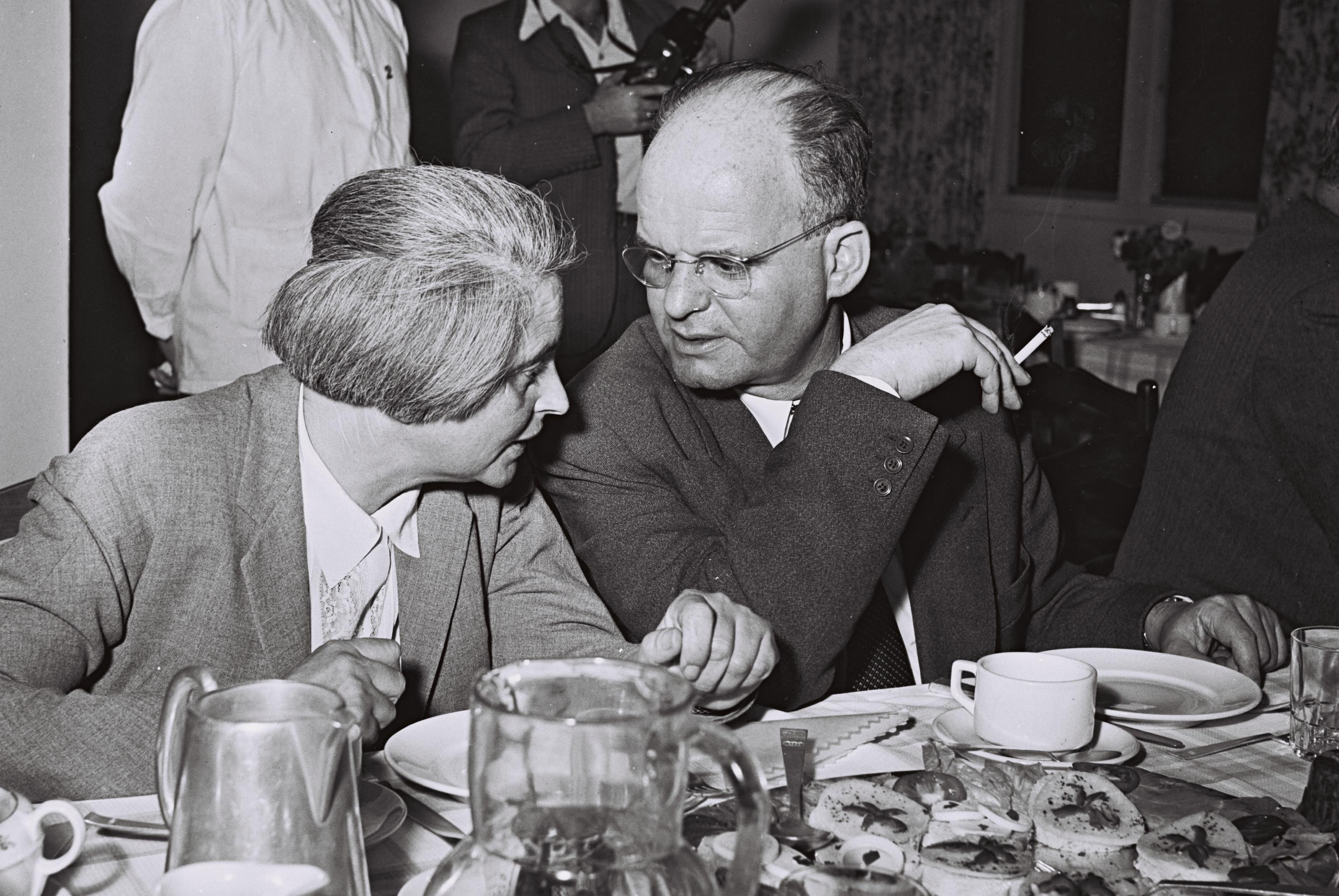
Senta und Giora Josephthal 1954

Seit 1959 war er Mitglied der Knesset, 1960/1961 Arbeitsminister im Kabinett Ben Gurion, 1961 bis zu seinem Tod Minister für Wohnungsbau und Entwicklung.
Er starb in der Villa seines älteren Bruders, der ihn zur Erholung nach seinem dritten Herzinfarkt in die Schweiz eingeladen hatte. Sein Leichnam wurde nach Israel überführt und im Kibbuz Galʿed beigesetzt.
Giora Josephthal war seit 1936 verheiratet mit Senta Josephthal, geborene Punfud (1912–2007), die selbst führendes Mitglied der Histadrut und – auf ausdrückliche Einladung Ben Gurions – 1955 Mitglied der Knesset geworden war.